# David Čech
David Čech (* 12. října 1985, Opava) je český dálkový plavec, reprezentant vysokoškolského sportovního klubu Univerzita Brno.

## La Manche
Kanál La Manche přeplaval jako první Čech oběma směry nonstop plavbou, a to v čase 19 hodin a 54 minut.
David Čech se přes kanál La Manche poprvé vydal v roce 2004. V té době osmnáctiletý Čech se tak stal nejmladším českým plavcem, který kanál La Manche zdolal. Časem 9 hodin a 45 minut také jako první Čech pokořil desetihodinovou hranici. Tento rekord v roce 2006 překonala dálková plavkyně Yvetta Hlaváčová. V srpnu 2006 se David Čech stal prvním českým plavcem, prvním suchozemcem a 16. plavcem na světě, kterému se podařilo kanál přeplavat v obou směrech nonstop (časem 19 hodin a 54 minut).

## Gibraltar
V roce 2008 se stal prvním českým plavcem, prvním suchozemcem (člověkem z vnitrozemského státu) a pátým plavcem na světě, kterému se povedlo přeplavat Gibraltar tam a zpátky časem 8:49 hodin. V první cestě ze Španělska do Maroka zároveň vytvořil nový světový rekord na jednu cestu bez neoprenu, časem 2:38 hodin, a překonal tak o 13 minut dosavadní rekord.